# Paromalus rogalis
Paromalus rogalis är en skalbaggsart som beskrevs av Lewis 1888. Paromalus rogalis ingår i släktet Paromalus och familjen stumpbaggar. Inga underarter finns listade i Catalogue of Life.